# Eleições estaduais no Brasil em 2006
As eleições estaduais de 2006 incluíram disputas em todos os estados e no Distrito Federal. Assim como a disputa presidencial, aconteceria em dois turnos, se nenhum candidato alcançasse a maioria absoluta dos votos válidos no primeiro turno. As convenções partidárias aconteceram no primeiro semestre de 2006 e todos os candidatos com cargos executivos (exceto os candidatos à reeleição) tiveram de abrir mão dos mesmos até 2 de abril para ter condições legais de concorrer nas eleições de Outubro.

## Acre
O governador Jorge Viana não concorreu a um novo mandato.
- Partido dos Trabalhadores (PT) – O PT, que comanda o estado há oito anos, tem como candidato o atual vice-governador Arnóbio Marques de Almeida Júnior, o Binho.
- Partido da Social Democracia Brasileira (PSDB) – A oposição estadual tem como candidato Sebastião Bocalom Rodrigues.
- Partido Popular Socialista (PPS) – Márcio Miguel Bittar é o candidato do partido.
- Partido Socialismo e Liberdade (PSOL) – Tem como candidato José Wilson Mendes Leão.
- Partido da Reedificação da Ordem Nacional (PRONA) – O partido tem como candidato José Aleksandro da Silva.
- Partido Social Democrata Cristão (PSDC) – Tem como candidato Francisco José Benício Dias.
- Partido dos Aposentados da Nação (PAN) – Edivaldo Guedes é o candidato do partido.

## Alagoas
O então governador Ronaldo Lessa renunciou ao cargo em 31 de março de 2006 para concorrer ao Senado da República. Seu vice, Luís Abílio, assumiu o cargo, mas não disputou um mandato pleno.
- Partido da Social Democracia Brasileira (PSDB) – o senador Teotônio Vilela Filho é o candidato dos tucanos.
- Partido dos Trabalhadores (PT) – Lenilda Silva é a candidata do partido ao governo do estado.
- Partido Trabalhista Brasileiro (PTB) – João Lyra é o candidato do partido.
- Partido Socialismo e Liberdade (PSOL) – Ricardo Barbosa é o candidato da Frente de Esquerda alagoana.
- Partido dos Aposentados da Nação (PAN) – Sérgio Guarines é o candidato do PAN.
- Partido Social Democrata Cristão (PSDC) – os sociais-democratas têm como candidato o recifense Eudo Freire.
- Partido Trabalhista Nacional (PTN) – Elias Barros é o candidato do partido.
- Partido Renovador Trabalhista Brasileiro (PRTB) – André Paiva é o candidato do PRTB ao governo alagoano.

## Amapá
O atual governador Waldez Góes foi candidato à reeleição pelo PDT.
- Partido Democrático Trabalhista (PDT) – tem como candidato Waldez Góes.
- Partido da Social Democracia Brasileira (PSDB) – os tucanos têm como candidato o senador Papaléo Paes.
- Partido dos Trabalhadores (PT) – Errolflynn Paixão é o candidato do PT ao governo do Amapá.
- Partido Socialista Brasileiro (PSB) – o senador João Capiberibe é candidato do PSB.
- Partido Socialismo e Liberdade (PSOL) – Clécio Vieira é candidato do PSOL.
- Partido Humanista da Solidariedade (PHS) – tem como candidato Gil Mauro.
- Partido dos Aposentados da Nação (PAN) – Nonato Souza concorre a vaga pelo PAN.

## Amazonas
O atual governador Eduardo Braga foi candidato à reeleição.
- Partido do Movimento Democrático Brasileiro (PMDB) – tem como candidato Eduardo Braga.
- Partido da Frente Liberal (PFL) – o ex-governador Amazonino Mendes é candidato do PFL.
- Partido da Social Democracia Brasileira (PSDB) – o senador Arthur Virgílio é candidato ao governo do Amazonas pelo PSDB.
- Partido Democrático Trabalhista (PDT) – Paulo De' Carli é o candidato do partido.
- Partido Social Democrata Cristão (PSDC) – O Professor Sérgio é candidato dos democratas cristãos.
- Partido da Causa Operária (PCO) – Sobrinho é candidato do PCO.
- Partido Socialista dos Trabalhadores Unificado (PSTU) – Hebert Amazonas é o candidato da Frente de Esquerda.

## Bahia
O governador Paulo Souto tentou a reeleição.
- Partido da Causa Operária (PCO) – Antonio Eduardo é o candidato do partido.
- Partido Social Cristão (PSC) – Átila Brandão é o candidato da coligação "A Bahia no Coração" (PDT, PSC e PRTB).
- Partido Socialismo e Liberdade (PSOL) – Hilton Coelho é o candidato da coligação "Frente de Esquerda Socialista" (PCB, PSOL e PSTU).
- Partido dos Trabalhadores (PT) – Jaques Wagner é o candidato da coligação de oposição ao governo estadual "A Bahia de Todos Nós" (PT, PMDB, PCdoB, PSB, PPS, PV, PTB, PMN e PRB).
- Partido da Frente Liberal (PFL) – O atual governador Paulo Souto, é o candidato à reeleição da coligação "Uma Nova Bahia a Cada Dia" (PFL, PL, PP, PTC, PAN e PHS).
- Partido Social Democrata Cristão (PSDC) – Antonio Albino é o candidato do partido.
- Partido Social Liberal (PSL) – Tem como candidata Rosana Vedovato, o vice é Ailton Carlos de Santana.
- Partido da Reedificação da Ordem Nacional (PRONA) – Tereza Serra é a candidata do partido.

## Ceará
O governador Lúcio Alcântara disputou a reeleição.
- Partido da Social Democracia Brasileira (PSDB) – Lúcio Alcântara é o candidato do Partido, com o apoio do PFL, PTB, PPS, PAN, PTC, PTN e PSC.
- Partido Socialista Brasileiro (PSB) – Cid Gomes é o candidato, com o apoio de partidos da base do Governo Lula e do seu irmão, o ex-governador Ciro Gomes. Seu vice é o ex-vereador Francisco Pinheiro, do PT.
- Partido Liberal (PL) – José Maria de Melo é candidato dos liberais ao governo cearense.
- Partido Social Democrata Cristão (PSDC) – O Tenente Coronel Gondim é o candidato do partido. Alzira Guerra, a vice, também é do PSDC.
- Partido Socialismo e Liberdade (PSOL) – lançou o advogado Renato Roseno para governador, com Paiva Neves do PCB como vice, e tem ainda o apoio do PSTU.
- Partido da Causa Operária (PCO) – O partido lançou a candidatura da professora da URCA, Salete Maria da Silva. Seu vice é João Alves Duarte, também do PCO.

## Distrito Federal
A governadora Maria de Lourdes Abadia(PSDB) tentou a reeleição.
- Partido da Social Democracia Brasileira (PSDB)– A atual governadora é a candidata do partido.
- Partido dos Trabalhadores (PT)– Tem como candidata a deputada distrital Arlete Sampaio.
- Partido da Frente Liberal (PFL)– Tem como candidato o deputado federal José Roberto Arruda.
- Partido Socialismo e Liberdade (PSOL)– O candidato é Antonio Carlos de Andrade, o "Toninho".
- Partido Social Democrata Cristão (PSDC)– A candidata do partido é Maria de Fátima Passos.
- Partido da Causa Operária (PCO)– Tem como candidato Expedito Mendonça.

## Espírito Santo
O governador Paulo Hartung candidatou-se à reeleição como favorito à vitória.
- Partido da Causa Operária (PCO) – Elias Coelho é o candidato próprio do PCO. Seu vice, Roberto Coelho, é também do PCO.
- Partido Democrático Trabalhista (PDT) – o médico Sérgio Vidigal é o candidato da coligação Movimento Democrático Espírito Santo para Todos (PP, PDT, PTN, PPS, PAN, PRTB, PHS, PTC, PTdoB). Seu candidato a vice, Capitão Polez, é também do PDT.
- Partido do Movimento Democrático Brasileiro (PMDB) – Paulo Hartung, o atual governador, encabeça a coligação Unidade Capixaba (PTB, PMDB, PFL, PSDB), e tem como vice Ricardo Ferraço do PSDB.
- Partido Social Democrata Cristão (PSDC) – o economista Afonso Sarlo Neto é o candidato do PSDC. Ricardo de Paula (PSDC) é seu vice.
- Partido Social Liberal (PSL) – o partido lançou a candidatura do Coronel Figueiredo. Seu vice é o professor de ensino superior Luciano Milanez.
- Partido Socialismo e Liberdade (PSOL) – Daniel Barboza Nascimento, professor de ensino fundamental, é o candidato da coligação Frente de Esquerda do Espírito Santo (PSOL, PSTU). Seu vice, Raphael Furtado, é do PSTU.

## Goiás
Marconi Perillo (PSDB) renunciou ao cargo de governador para concorrer, com êxito, à única vaga disponível no Senado Federal em 2006. Seu vice, Alcides Rodrigues (PP), também obteve êxito em sua candidatura ao governo do estado contra o ex-senador e governador Maguito Vilela (PMDB). Os candidatos ao governo foram:
- O senador Demóstenes Torres (PFL), que rompeu com Perillo e lançou a sua candidatura própria. Seu candidato a vice foi o engenheiro Ricardo Correia, também do PFL.
- O ex-governador (até então senador) Maguito Vilela (PMDB) foi lançado como candidato oficial da coligação "Goiás Melhor Para Todos" (PMDB, PSC, PRONA, PDT e PTC). Sua vice foi Onaide Santillo, também do PMDB.
- O vice-governador Alcides Rodrigues (PP) encabeçou a "Coligação do Novo Tempo" (PP, PTB, PTN, PL, PPS, PAN, PRTB, PHS, PMN, PV, PRP, PSDB e PTdoB).
- O deputado Barbosa Neto (PSB) foi o candidato da coligação "Goiás na Frente" (PSB, PT, PCdoB). Barbosa teve como vice Valdi Camarcio do PT.
- Edward Júnior foi o candidato do Partido Social Democrata Cristão (PSDC). A empresária Valéria Chaves (PSDC) foi sua candidata a vice.
- Elias Vaz (PSOL) foi o candidato da recém fundada "Frente de Esquerda" (PSOL, PSTU, PCB) em Goiás. Carlos Alberto Melquíades, do PSTU, foi o vice.

## Maranhão
O governador José Reinaldo Tavares apoiou três candidatos [Jackson, Aderson, Vidigal].
- Governo Partido Democrático Trabalhista (PDT) – o médico Jackson Lago foi o candidato da chapa Frente de Libertação do Maranhão (PDT, PPS, PAN). Luiz Carlos Porto, do PPS, foi o vice.
- Oposição Partido da Frente Liberal (PFL) – a senadora e ex-governadora Roseana Sarney foi a candidata da coligação Maranhão - Força do Povo (PP, PTB, PMDB, PTN, PSC, PL, PFL, PRTB, PHS, PV, PRP). O candidato a vice foi o senador João Alberto, do PMDB.
- Oposição Partido de Reedificação da Ordem Nacional (PRONA) – João Bentiví foi o candidato do PRONA ao governo do Maranhão. Danilo Reis, também do PRONA, foi o candidato a vice.
- Governo Partido Socialista Brasileiro (PSB) – o advogado Edson Vidigal defende a continuidade do governo Zé Reinaldo na chapa O Povo no Poder (PRB, PT, PMN, PSB, PCdoB). Terezinha Fernandes, do PT, foi a candidata a vice.
- Oposição Partido Social Democrata Cristão (PSDC) – o advogado Antônio Augusto Silva Aragão foi o candidato do partido. Domingas da Trindade Nunes Nogueira foi a candidata a vice.
- Oposição Partido Socialista dos Trabalhadores Unificado (PSTU) – Marcos Antonio Silva do Nascimento foi o candidato do partido. O economista Luiz Carlos Noleto Chaves, também do PSTU, foi o candidato a vice.

## Mato Grosso
O governador Blairo Maggi tentou a reeleição.
- Partido Humanista da Solidariedade (PHS) – Roberto Pereira é o candidato do partido (ficou famoso por seu bordão "Eu protesto!!!"). Seu vice é o jornalista Adilson Costa, também do PHS.
- Partido Popular Socialista (PPS) – O governador Blairo Maggi é o candidato da coligação Mato Grosso Unido (PP, PTB, PMDB, PTN, PL, PPS, PFL, PAN, PRTB, PMN, PTC, PSB, PV). Seu vice é o deputado Silval Barbosa do PMDB.
- Partido Republicano Progressista (PRP) – O partido tem como candidato Plauto Vieira, o "Gugu". Seu vice é Adílson Cruz, também do PRP.
- Partido Social Cristão (PSC) – Tem como candidato o engenheiro Bento Porto. Seu vice, também do PSC, é Alcimar Borges.
- Partido da Social Democracia Brasileira (PSDB) – O advogado Antero Paes de Barros é o candidato próprio dos tucanos. A vice de Antero é a empresária Sinéia Abreu.
- Partido Social Democrata Cristão (PSDC) – Josmar Alderete é o candidato do partido. Seu vice é o comerciante Antônio Lima, do mesmo partido.
- Partido Socialismo e Liberdade (PSOL) – A coligação Frente de Esquerda (PSOL, PSTU) tem como candidato o procurador Mauro César Lara de Barros, sendo vice Marco de Castro, do mesmo partido.
- Partido dos Trabalhadores (PT) – A senadora Serys Slhessarenko é a candidata da coligação Mato Grosso por Inteiro (PT, PTdoB, PCdoB, PRONA). O professor Florivaldo Robalo da Rosa, do PTdoB, é o vice da chapa.

## Mato Grosso do Sul
O governador Zeca do PT optou por não disputar essas eleições.
- Partido do Movimento Democrático Brasileiro (PMDB) – O partido, membro da coligação Amor, Trabalho e Fé (PMDB, PSC, PL, PPS, PFL, PAN, PRTB, PMN, PTC, PSDB, PTdoB) tem como candidato o médico André Puccinelli. Seu vice, do PFL, é o deputado Murilo Zaiuth.
- Partido Social Democrata Cristão (PSDC) – Eliseu Amarilha é o candidato do partido. Seu vice é Lincoln Samaniego de Oliveira, do mesmo partido.
- Partido Socialismo e Liberdade (PSOL) – A Frente de Esquerda Mato Grosso do Sul (PSOL, PSTU) tem como candidato o vereador Carlos Alberto Santos Dutra. Seu vice é Marco Antônio Oliva Monge do PSTU.
- Partido dos Trabalhadores (PT) – A coligação Um Novo Avanço Para Mato Grosso do Sul (PT, PSB, PTB, PCdoB, PP, PTN, PHS, PRP) tem como candidato o senador Delcídio Amaral. Seu vice é Sérgio Assis do PSB.
- Partido Verde (PV) – O engenheiro Tito Olívio Canton é o candidato próprio do partido. Luiz Antônio Franco é o seu vice.

## Minas Gerais
O governador Aécio Neves tentou a reeleição como o grande favorito na disputa.
- Partido da Social Democracia Brasileira (PSDB) — O partido lançou o governador Aécio Neves à reeleição contando com apoio dos seguintes partidos:  PFL, PL, PSB, PTB, PPS, PP, PSC, PAN e PHS.
- Partido do Movimento Democrático Brasileiro (PMDB) — A reunião da Executiva do partido decidiu pela aliança com o PT na eleição majoritária e na proporcional. Tem como candidato ao Senado o ex-governador Newton Cardoso.
- Partido dos Trabalhadores (PT) — Faz frente ao atual governo lançando como candidato o ex-secretário de Direitos Humanos do governo Lula, Nilmário Miranda, com apoio do PCdoB e do PRB, além da já citada aliança com o PMDB.
- Partido da Reedificação da Ordem Nacional (PRONA) - Após atraso no registro eleitoral decorrente das disputas internas durante a convenção estadual, o partido traz para a disputa Fábio Magalhães, apoiado pelo PSDC e pelo PTC, formando a Coligação "Reconstruindo".
- Partido Socialista dos Trabalhadores Unificado (PSTU) - Seguindo a aliança nacional com o PSOL, o partido lança Vanessa Portugal como candidata ao governo estadual e o professor Pimenta, do PSOL, como seu vice.
- Partido da Causa Operária (PCO) — Discordando em pontos ideológicos do tradicional aliado PSTU, que se coligou ao PSOL, o PCO indica a advogada Rosane Cordeiro à disputa pelo Palácio da Liberdade.
- Partido Trabalhista do Brasil (PTdoB) - Coloca na disputa pelo cargo de governador Luís Tibé, sendo apoiado pelo PTN, pelo PRTB e pelo PRP.

## Pará
O governador Simão Jatene não concorreu à reeleição.
- Partido do Movimento Democrático Brasileiro (PMDB) – O deputado José Benito Priante Júnior foi o candidato do partido. Seu vice foi Hidelgardo Nunes também do PMDB.
- Partido da Social Democracia Brasileira (PSDB) – O partido que atualmente comanda o estado do Pará teve como candidato o ex-governador Almir Gabriel. O partido faz parte da coligação União Pelo Pará (PP, PTB, PSC, PL, PFL, PAN, PRTB, PHS, PMN, PTC, PV, PRP, PSDB, PRONA, PTdoB) e teve como vice Valéria Pires Francodo PFL (atual DEM).
- Partido Social Democrata Cristão (PSDC) – Teve como candidata a professora Raimunda Odilena Raiol Gaspar. Seu vice foi o doutor Carlos Sérgio Fernandes da Silva.
- Partido Socialismo e Liberdade (PSOL) – A coligação Frente de Esquerda (PCB, PSOL) teve como candidato o professor Edmílson Rodrigues. Seu vice foi a professora Olgaises Maués.
- Partido Socialista dos Trabalhadores Unificado (PSTU) – O partido teve como candidato Atnágoras Lopes. Claudivan Leão foi candidato a vice.
- Partido dos Trabalhadores (PT) – A senadora Ana Júlia Carepa foi a candidata do partido. Ana Júlia encabeçou a chapa Frente Popular Muda Pará (PRB, PT, PTN, PSB, PCdoB) e teve como vice Odair Corrêa, do PSB.
- Ana Júlia venceu a eleição para governador do estado no segundo turno, disputado com seu concorrente Almir Gabriel.

## Paraná
O governador Roberto Requião disputou a reeleição na condição de favorito.
- Partido do Movimento Democrático Brasileiro (PMDB) – Roberto Requião é o candidato do partido.
- Partido dos Trabalhadores (PT) – o PT concorreu à eleição com o senador Flávio Arns.
- Partido Democrático Trabalhista (PDT) – o partido disputa o governo estadual com o nome do senador Osmar Dias.
- Partido da Social Democracia Brasileira (PSDB) – a direção nacional do partido retirou Hermas Brandão, presidente da Assembléia Legislativa do Paraná, da chapa de Requião, para a qual havia sido indicado por convenção estadual.
- Partido Popular Socialista (PPS) – Rubens Bueno, que concorreu nas eleições estaduais de 2002 e nas eleições municipais de 2004, é o candidato do partido.

## Pernambuco
Pesquisas recentes indicaram um segundo turno entre o governador Mendonça Filho e o ex-Ministro da Saúde do governo Lula Humberto Costa, o que não ocorreu.
- Partido da Reedificação da Ordem Nacional (PRONA) – o partido lançou como candidato Clóvis Corrêa, em chapa única.
- Partido Socialismo e Liberdade (PSOL) – o candidato do partido é Edilson Silva, em coligação com o PCB.
- Partido Socialista Brasileiro (PSB) – seu candidato é Eduardo Campos, ex-Ministro da Ciência e Tecnologia do governo Lula e atual presidente nacional do PSB, em coligação com o PP, PDT, PSC e PL.
- Partido dos Trabalhadores (PT) – tem como candidato candidato Humberto Costa. ex-Ministro da Saúde do governo Lula.
- Partido Socialista dos Trabalhadores Unificado (PSTU) – seu candidato é Kátia Teles.
- Partido Social Democrata Cristão (PSDC) – lançou como candidato Luiz Vidal.
- Partido da Frente Liberal (PFL) – tem como candidato Mendonça Filho.
- Partido da Causa Operária (PCO) – o candidato do partido é Oswaldo Alves.
- Partido Social Liberal (PSL) – seu candidato é Rivaldo Soares.

## Rio de Janeiro
- Partido da Causa Operária (PCO) - A candidata do PCO foi Thelma Maria Bastos.
- Partido Democrático Trabalhista (PDT) - O atual ministro do trabalho, Carlos Lupi, disputou a vaga para o governo fluminense.
- Partido do Movimento Democrático Brasileiro (PMDB) - O jornalista e senador Sérgio Cabral Filho também disputou a vaga de governador.
- Partido Popular Socialista (PPS) - A deputada Denise Frossard foi a candidata do PPS.
- Partido Republicano Brasileiro (PRB) - O senador e bispo Marcelo Crivella foi o candidato do PRB ao governo do RJ.
- Partido Republicano Progressista (PRP) - Eliane Cunha foi a candidata do PRP.
- Partido da Social Democracia Brasileira (PSDB) - Eduardo Paes (atual prefeito da Cidade do Rio de Janeiro) foi o candidato tucano.
- Partido Social Democrata Cristão (PSDC) - Luiz Carlos Novaes foi o candidato democrata-cristão.
- Partido Socialismo e Liberdade (PSOL) - Milton Temer (não tem parentesco com o deputado peemedebista Michel Temer) foi o candidato socialiasta ao governo do Rio.
- Partido Social Liberal (PSL) - Alexandre Furtado foi o candidato do PSL ao governo.
- Partido dos Trabalhadores (PT) - Vladimir Palmeira foi o candidato petista nas eleições do RJ.

## Rio Grande do Sul
O governador Germano Rigotto disputou a reeleição.
- Partido do Movimento Democrático Brasileiro (PMDB) – o governador Germano Rigotto é o candidato do partido.
- Partido dos Trabalhadores (PT) – o PT tem como candidato o ex-governador Olívio Dutra.
- Partido Democrático Trabalhista (PDT) – o partido concorre com Alceu Collares.
- Partido da Social Democracia Brasileira (PSDB) – O PSDB tem como candidata ao governo a deputada Yeda Crusius.
- Partido Progressista (PP) – tem como candidato Francisco Turra.
- Partido Socialista Brasileiro (PSB) – Beto Grill é o candidato socialista.
- Partido Verde (PV) – Os verdes lançaram Edison Pereira ao Palácio Piratini.
- Partido Social Democrata Cristão (PSDC) – Pedro Couto é o candidato.
- Partido da Causa Operária (PCO) – Guilherme Giordano concorre a governador.
- Partido Socialismo e Liberdade (PSOL) – Roberto Robaina é o candidato do PSOL.

## Rondônia
O Governador Ivo Cassol disputou a reeleição, apesar dos escândalos envolvendo a Assembléia Legislativa de Rondônia.
- Partido Popular Socialista (PPS) – o partido concorrerá com Ivo Cassol.
- Partido do Movimento Democrático Brasileiro (PMDB) – o candidato do partido é o senador Amir Lando, cujo vice é Hamilton Casara, do PSDB.
- Partido dos Trabalhadores (PT) – a senadora Fátima Cleide é a candidata do partido.
- Partido Socialista Brasileiro (PSB) – Carlinhos Camurça, ex-prefeito de Porto Velho, é o candidato do partido ao governo do estado.
- Partido Social Democrata Cristão (PSDC) – tem como candidato Edgar do Boi.
- Partido Socialismo e Liberdade (PSOL) — tem como candidato o professor Adilson Siqueira.

## Santa Catarina
O governador Luiz Henrique da Silveira disputou a reeleição.
- Partido do Movimento Democrático Brasileiro (PMDB) – o governador Luiz Henrique é o candidato peemedebista à reeleição.
- Partido Progressista (PP) – tem como candidato o ex-governador Esperidião Amin.
- Partido dos Trabalhadores (PT) – o PT tem como candidato o ministro da pesca, José Fritsch.
- Partido Socialista Brasileiro (PSB) – Antônio Carlos Sontag é o candidato socialista.
- Partido Socialismo e Liberdade (PSOL) – João Fachini é o candidato do mais novo partido brasileiro.
- Partido Democrático Trabalhista (PDT) – o partido concorre com Manoel Dias.
- Partido Social Democrata Cristão (PSDC) – César Augusto de Alvarenga é o candidato.
- Partido Trabalhista Cristão (PTC)  – o partido concorre com Elpídio Ribeiro Neves.

## São Paulo
A situação dos partidos na disputa pelo Palácio dos Bandeirantes foi a seguinte:
- Partido da Social Democracia Brasileira (PSDB) — Partido que comanda o Governo Estadual há mais de uma década, o PSDB enfrentou o desafio de se manter no poder. Após um proceso pré-eleitoral conturbado, em que, apesar do grande número de pré-candidatos, nenhum se mostrava competitivo, o partido resolveu convocar o então prefeito da capital do Estado, José Serra, para a missão de se candidatar ao governo estadual. A candidatura Serra, já confirmada pela conveção estadual, apresentou maiores chances de vitória, e contou com o apoio de diversos outros partidos - como o PFL, o PPS e o PTB. Seu candidato a vice é Alberto Goldman, também do PSDB.
- Partido dos Trabalhadores (PT) — O principal partido de oposição no estado escolheu em suas eleições primárias Aloísio Mercadante, senador por São Paulo, seu candidato a governador nas eleições de 2006. Senador mais votado da história do país, com mais de 10 milhões de votos em 2002, Mercadante garantiu que a possibilidade de realização de um segundo turno é real. Sua vice foi Nádia Campeão, presidente estadual do PCdoB e ex-secretária de Esportes de São Paulo no Governo Marta Suplicy.
- Partido do Movimento Democrático Brasileiro (PMDB) — Após intensas negociações tanto com o PSDB como com o PT, em que estariam envolvida inclusive a indicação do candidato a vice-governador nas chapas, o PMDB acabou decidindo pelo lançamento de candidatura própria. O candidato do partido será o ex-governador e presidente estadual da legenda, Orestes Quércia. O candidato a vice na chapa de Quércia é o vereador paulistano Átila Russomano, irmão do jornalista e deputado federal Celso Russomano.
- Partido Socialismo e Liberdade (PSOL) — o candidato do partido ao governo do Estado é Plínio de Arruda Sampaio, ex-militante histórico do PT, que aderiu à nova legenda em 2005.
- Partido da Causa Operária (PCO) – A candidata do Partido da Causa Operária foi Anaí Caproni.

## Sergipe
O Governador João Alves Filho disputou a reeleição.
- Partido da Frente Liberal(PFL) – concorre com João Alves Filho, pela coligação "Sergipe no Rumo Certo".
- Partido dos Trabalhadores(PT) – o ex-prefeito da cidade de Aracaju, Marcelo Déda, é Candidato do partido pela coligação "Sergipe vai Mudar".
- Partido Democrático Trabalhista(PDT) – tem como candidato João Fontes.
- Partido Social Democrata Cristão(PSDC) – tem como candidato Adelson Alves.
- Partido Comunista Brasileiro(PCB) – O Professor Celestino foi o candidato do PCB no pleito.
- Partido Socialista dos Trabalhadores Unificado(PSTU) – Disputou as eleições com o candidato Toeta Chagas, pela coligação "Frente de Esquerda de Sergipe".